# Voorstraat (Delft)
De Voorstraat is een straat in het centrum van de stad Delft, in de Nederlandse provincie Zuid-Holland. De straat loopt vanaf de Kolk, Geerweg en de Annastraat naar de Hyppolytusbuurt. De Voorstraat loopt parallel aan de gracht Nieuwe Delft. Zijstraten van de Voorstraat zijn de Oude Kerkstraat, Drie Akkerstraat, Baljuwsteeg, Visstraat, Hoefijzersteeg en de Molenstraat. De Voorstraat is ca. 310 meter lang. Aan deze eeuwenoude straat bevinden zich tal van monumenten.

## Geschiedenis
Aan de Voorstraat 36-40 zat tot 1922 nog een functionerende brouwerij, de Gekroonde ‘P’ geheten. Deze behoorde toe aan de familie Van Berckel. Ook de daar achter gelegen percelen aan de Drie Akerstraat behoorde aan deze brouwerij toe. Ook bevond zich aan de Voorstraat ooit de rooms-katholieke Sint-Hippolytuskerk die gebouwd is in 1884-1886 naar een ontwerp van P.J.H. Cuypers. Deze is gesloopt in 1974.
Er was vroeger veel bedrijvigheid aan de Voorstraat. Zo zat er onder meer vanaf 1693 de Zeepfabriek Bousquet. Deze fabriek staakte in 2003 de productie. Daarna werd het complex gerestaureerd en het dient tegenwoordig als appartementengebouw.

## Fotogalerij

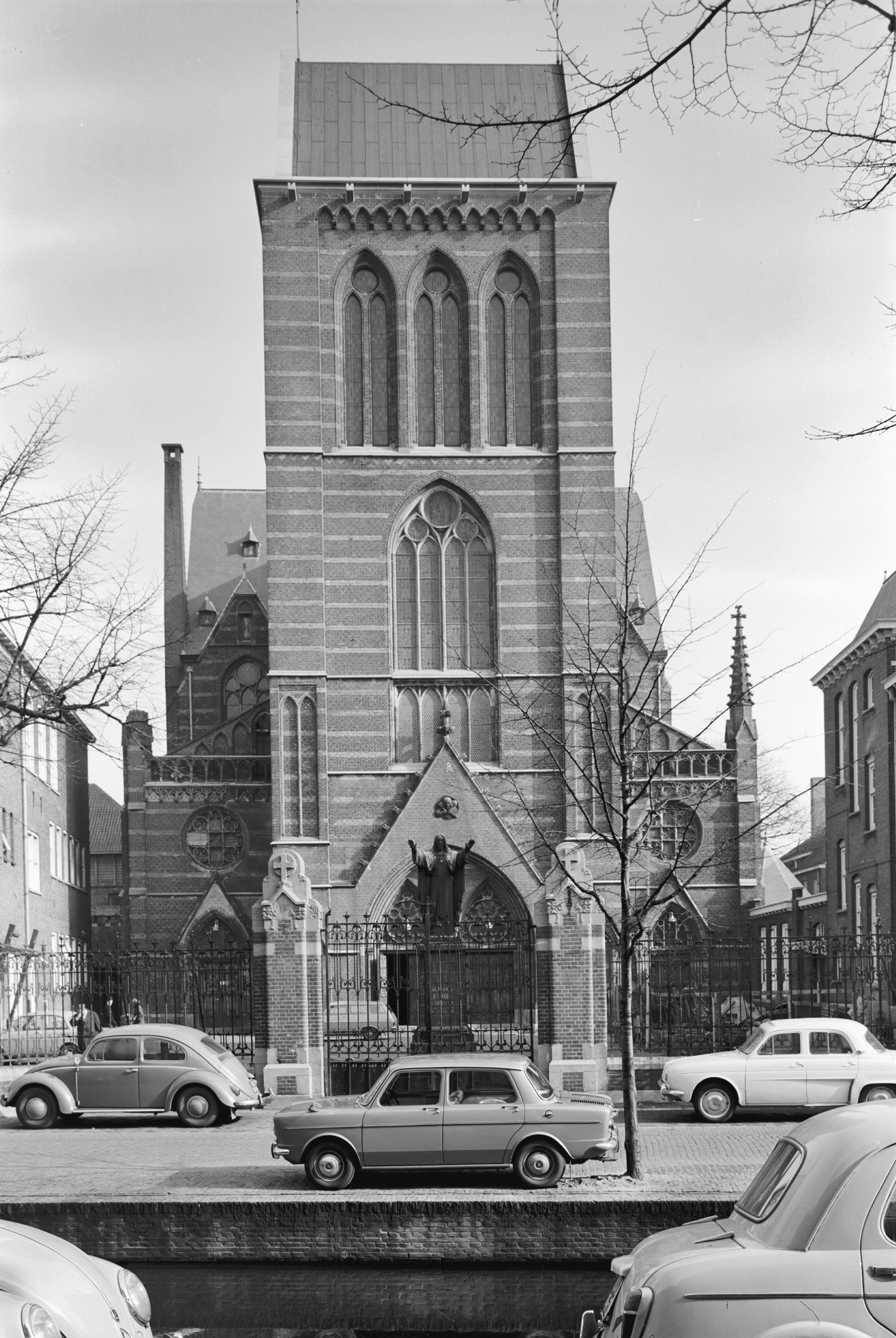
RK-kerk aan de Voorstraat
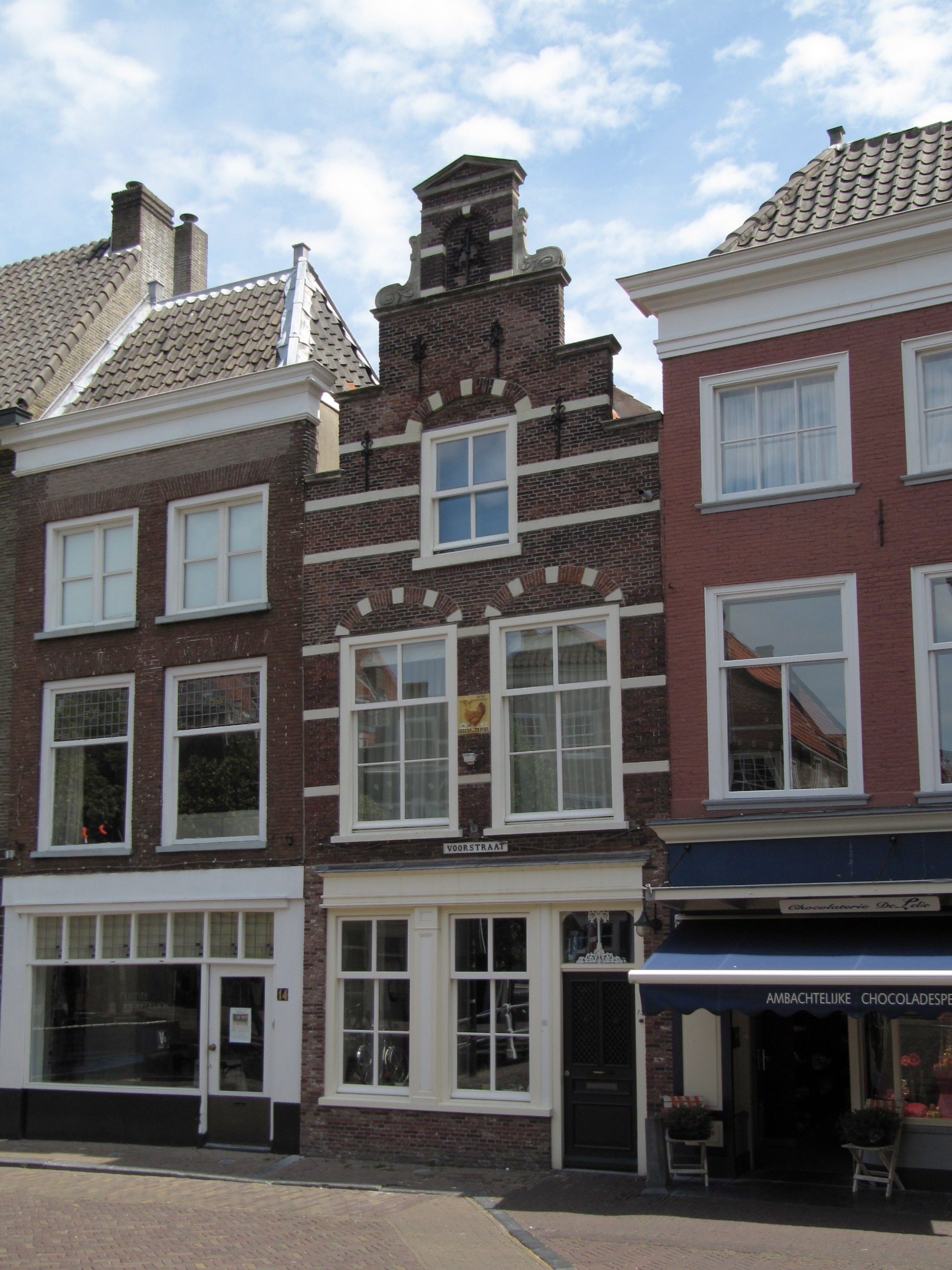
Voorstraat 12
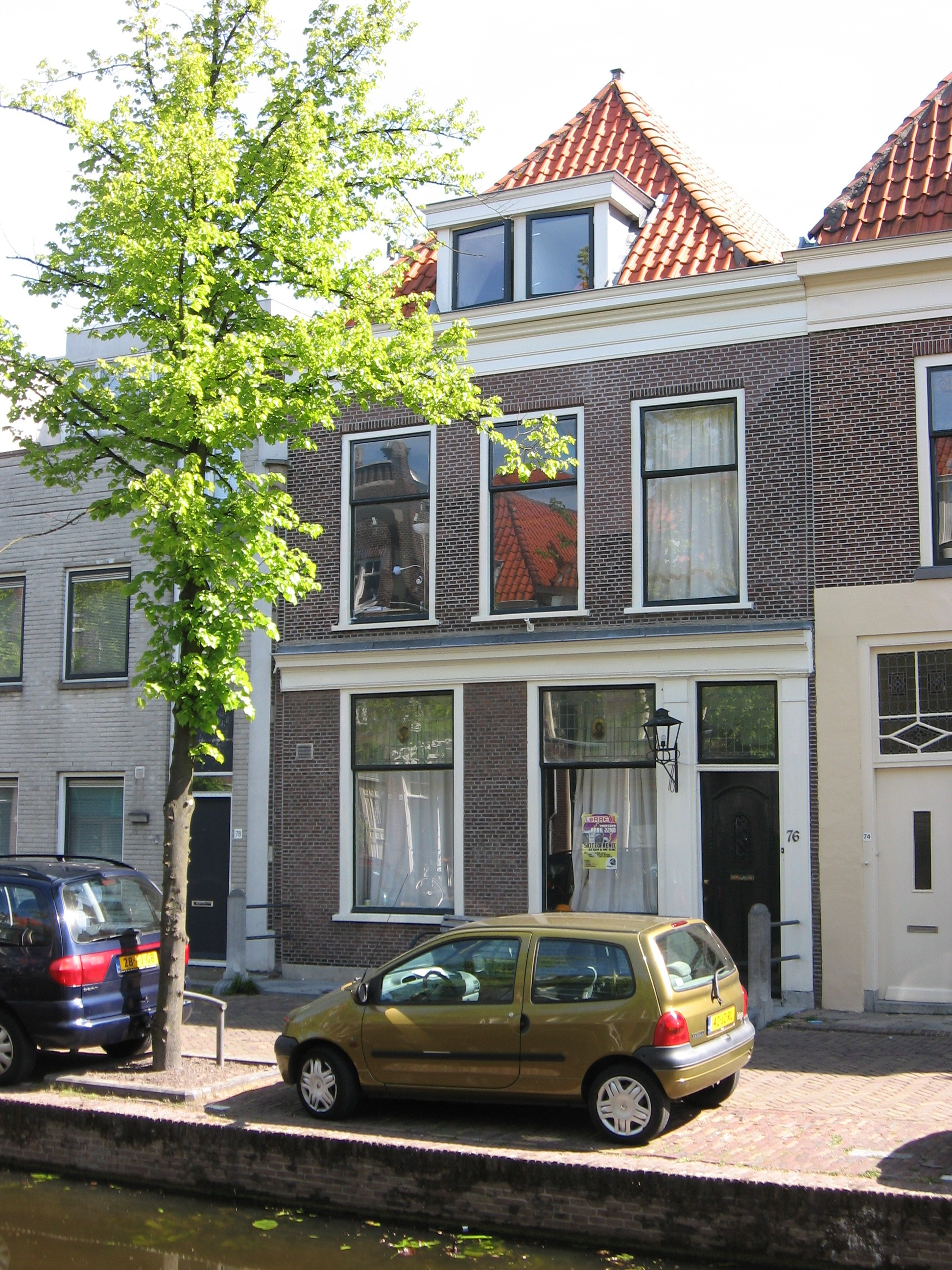
Voorstraat 76
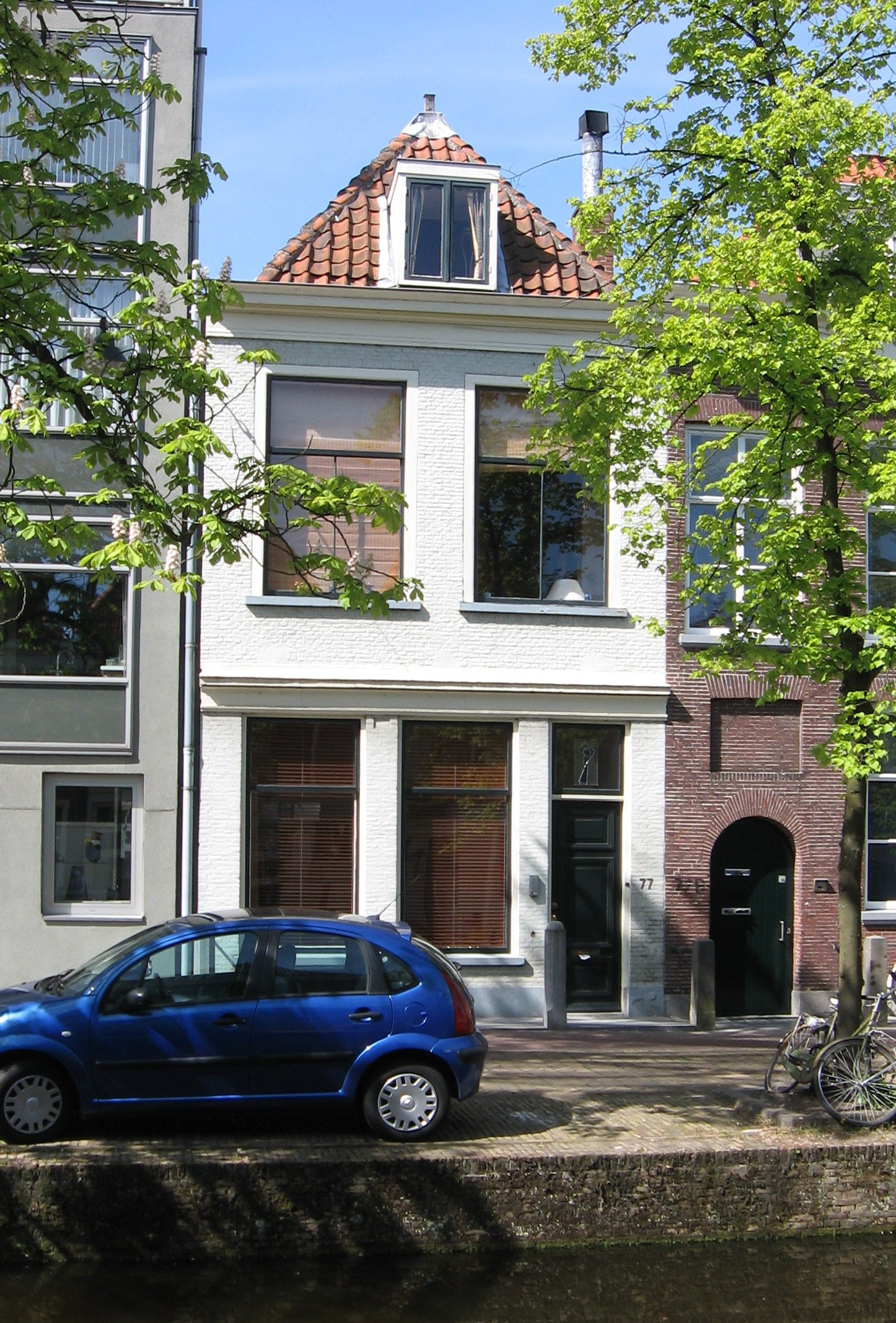
Voorstraat 77
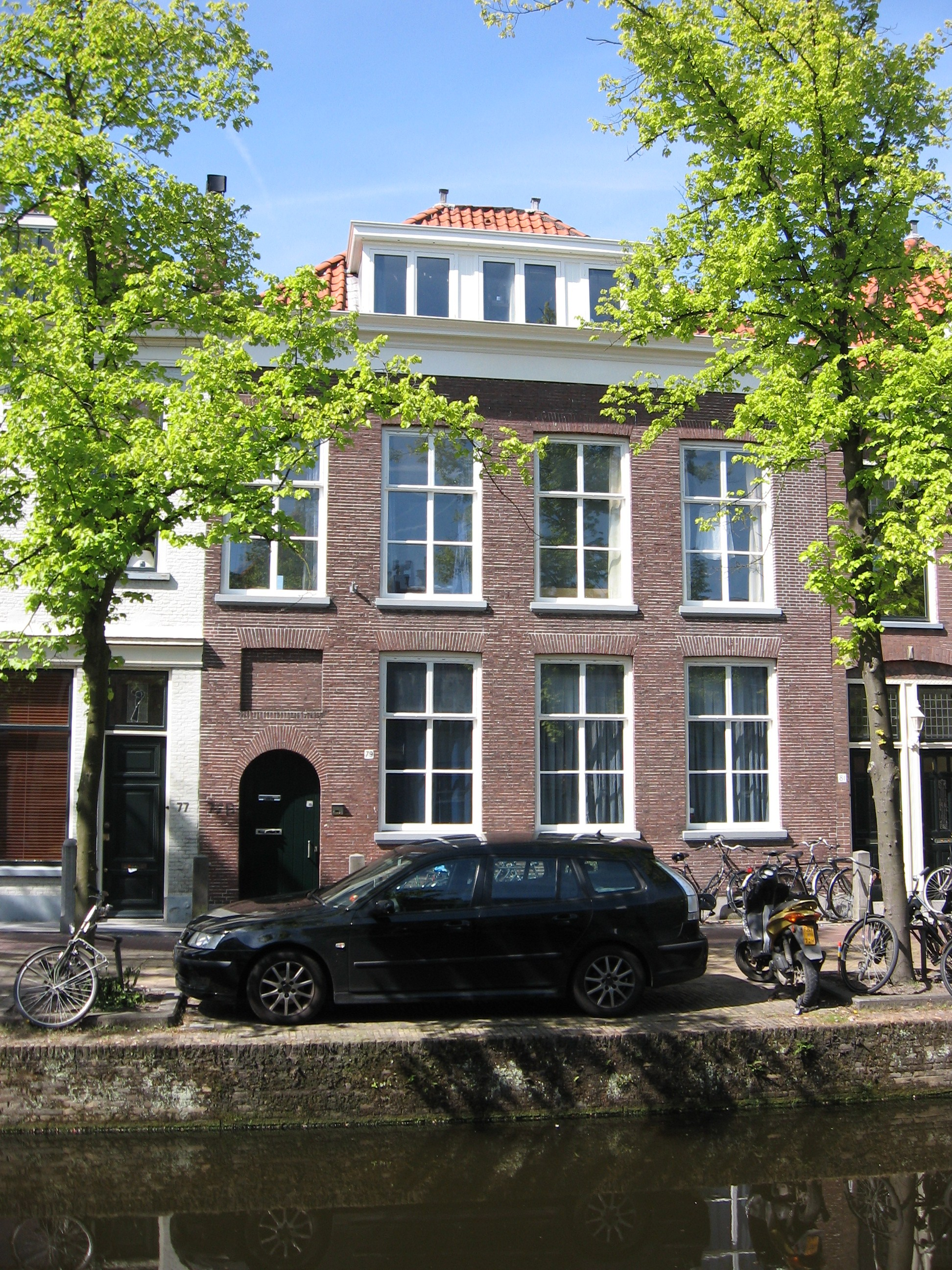
Voorstraat 79
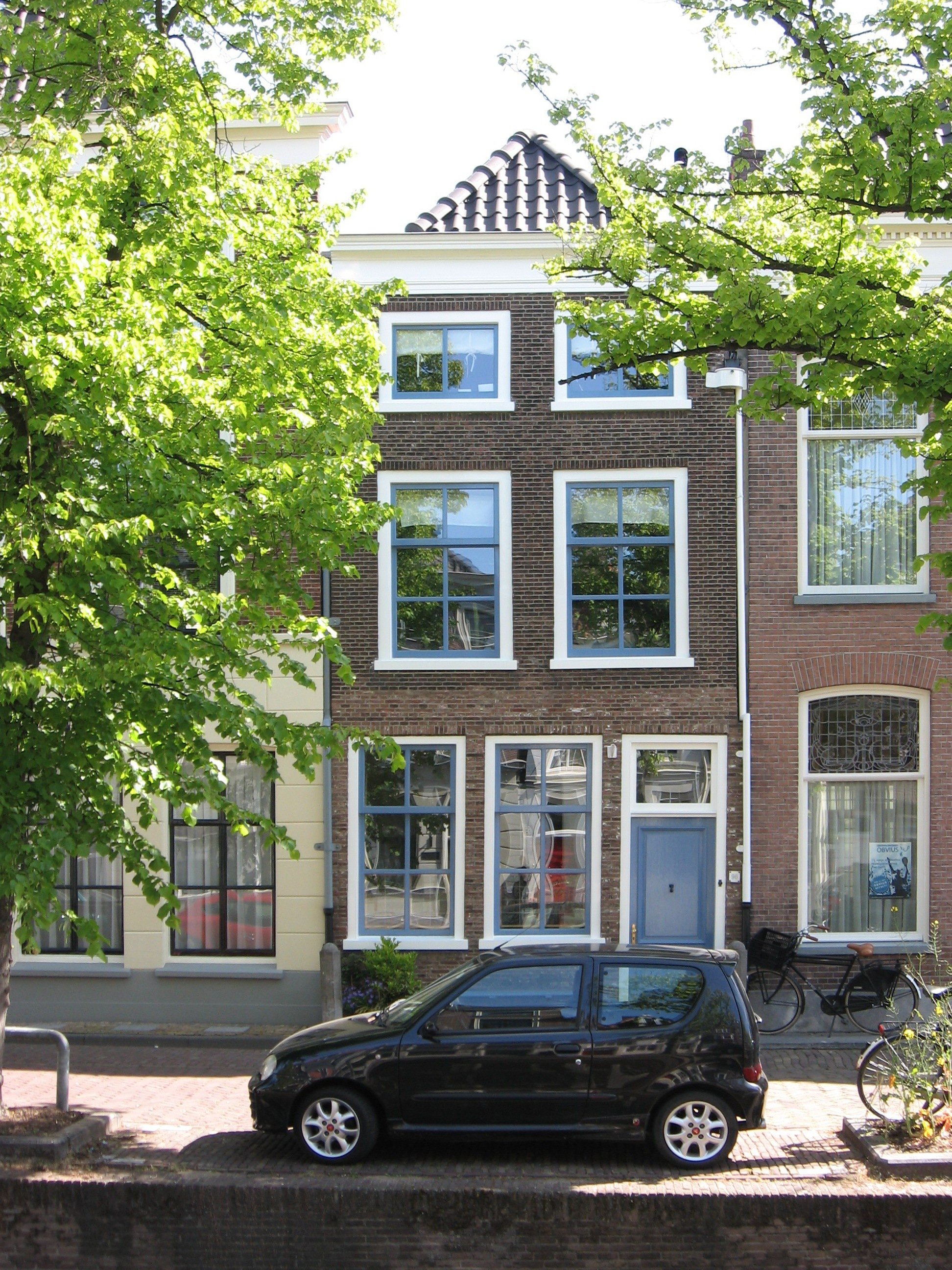
Voorstraat 96
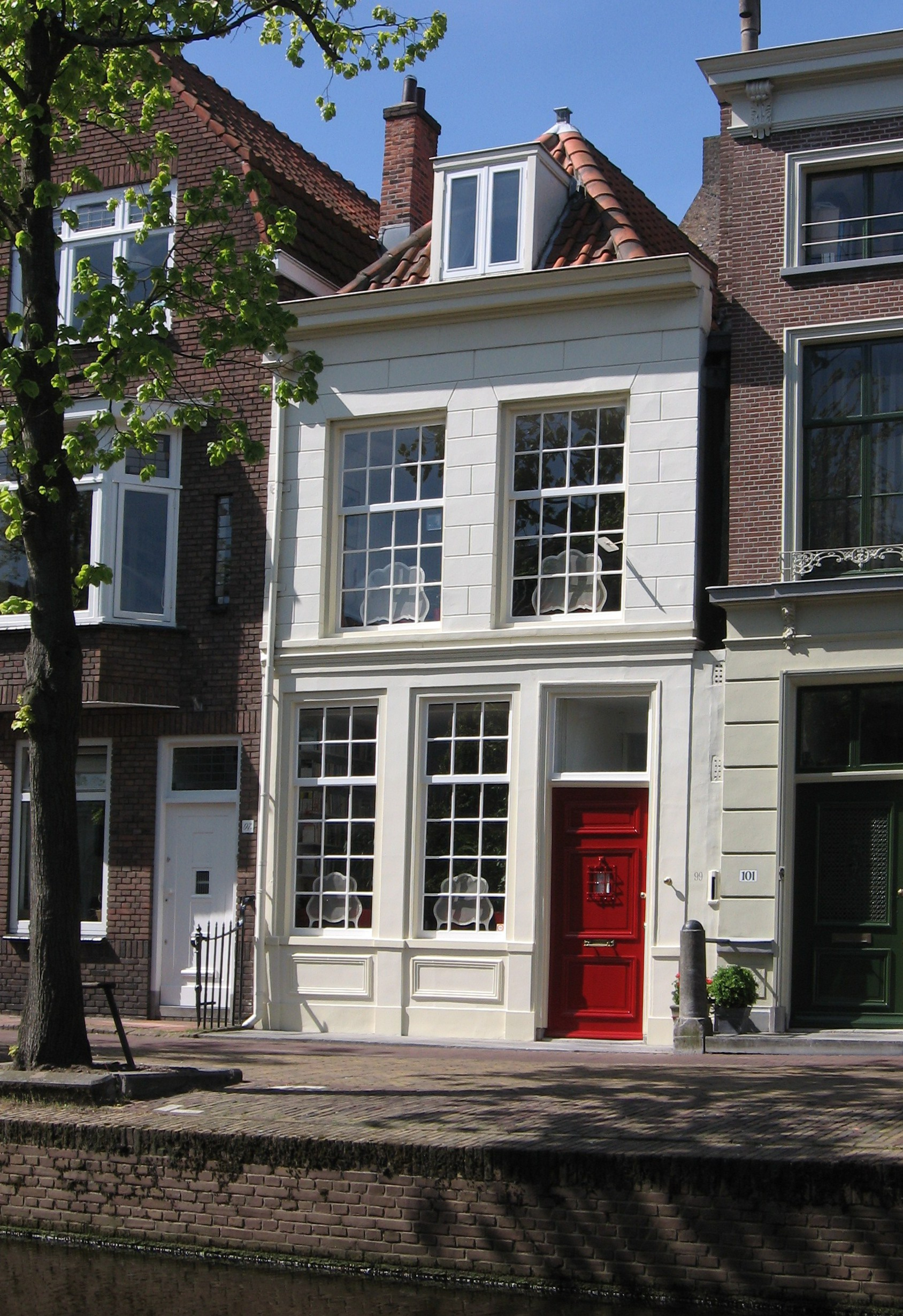
Voorstraat 99